# 安都因河
在托爾金（J. R. R. Tolkien）的小說裡，安都因河（Anduin）是中土大陸的主要河流，在辛達林語解作「長河」，直譯為昆雅的 Anduinë。安都因河起自伊瑞德米斯林（Ered Mithrin）及迷霧山脈（Misty Mountains），最後入貝烈蓋爾海（Belegaer）。凱倫·韋恩·方斯坦的《中土大陸地圖集》推斷安都因河長1388哩。

## 源頭
安都因河起自兩條不同的溪流，位於伊瑞德米斯林及迷霧山脈的交接處。伊歐西歐德（Éothéod）稱那兩條河流為朗威爾河（Langwell）及灰林河（Greylin）。古老的都城佛蘭斯堡（Framsburg）建在兩河的合流處，即安都因河的起點。朗威爾河起自迷霧山脈，接近剛達巴山（Mount Gundabad）；灰林河則起自伊瑞德米斯林的西端。

## 河道
安都因河的流向與迷霧山脈平行，流經之地是一處平闊的河谷，是羅馬尼安（Rhovanion）的西部。流經羅斯洛立安（Lothlórien）後，河流的方向改變。河流流經褐地（Brown Lands），再貫穿艾明莫爾（Emyn Muil）及亞苟那斯（Argonath）雕像，經薩恩蓋寶（Sarn Gebir）而入南希索湖（Nen Hithoel）。因此，安因河流過拉洛斯瀑布（Rauros），並通過樹沐河河口及寧道夫（Nindalf）。接著抵達剛鐸舊都城奧斯吉力亞斯（Osgiliath），並到佩拉格港口（Pelagir），終流入貝爾法拉斯灣（Bay of Belfalas）。

## 支流
安都因河的支流由北至南分別有格拉頓河（Gladden）、銀流河（Celebrant）、林萊河（Limlight）、樹沐河（Entwash）、魔窟都因河（Morgulduin）、依魯依河（Erui）、西瑞斯河（Sirith）及波羅斯河（Poros）。首五條河的源頭於迷霧山脈，魔窟都因河及波羅斯河的發源地則在伊菲爾杜斯（Ephel Dúath），其他的都在伊瑞德米斯林。

## 渡河通道
老林路（Old Forest Road）起自最高隘口（High Pass），橫越安都因河而入幽暗密林。在最後聯盟戰役（War of the Last Alliance）之時，這條路已經存在。
奧斯吉力亞斯有許多跨越安都因河的橋樑，但被魔多軍隊破壞。

## 居地
雙樹紀時，精靈向西遷移，南多精靈在迷霧山脈前停止行進，留居在安都因河河谷。部分人則成為歐西瑞安（Ossiriand）的綠精靈。魔戒聖戰期間，精靈依然存在，並接收了不少來自貝爾蘭（Beleriand）及伊瑞詹（Eregion）的精靈。
安都因河河谷的聚居地包括北部的佛蘭斯堡。史圖爾哈比人（Stoor）的聚居地亦靠近格拉頓平原。格拉頓平原北部是埃西鐸（Isildur）被殺之地，魔戒失蹤。後來，德戈（Déagol）找到魔戒，史麥戈（Sméagol）搶了魔戒。瑞達加斯特（Radagast）的居所羅斯加堡及精靈的羅斯洛立安都位於安都因河河谷。
自奧斯吉力亞斯陷落後，剛鐸的影響力只及至安都因河。

## 島嶼
主要的島嶼有伊西力安（Ithilien）及托爾布蘭達（Tol Brandir）邊界的凱爾安卓斯（Cair Andros）。湖中島卡洛克（Carrock），魔戒遠征隊曾在那裡休息。